# 大相撲平成30年11月場所
大相撲平成30年11月場所（おおずもうへいせい30ねん11がつばしょ）は、2018年11月11日から11月25日まで福岡県福岡市博多区の福岡国際センターで開催された大相撲本場所である。
幕内最高優勝は、小結・貴景勝光信（13勝2敗・初優勝）。

## 優勝争い
横綱・白鵬と鶴竜は負傷の影響で全休。結局一人横綱となった稀勢の里の取組に一層注目が集まったが、一人横綱のプレッシャーなのか怪我の影響なのかは定かでないが、初日から精彩を欠いた取組が続いた。そして4連敗となった所で休場届を提出して5日目から休場した。結果、またもや横綱不在という展開になってしまった（横綱不在は先々場所以来）。大関・豪栄道は場所前の好調が伝えられており、初日の北勝富士戦は完勝したため順調な滑り出しを見せたかのように見えたが、翌日貴景勝に敗れるとその後も黒星を重ねて序盤で3敗して心配されたが、その後は立て直して6日目からの6連勝で11日目に8勝目を挙げた。しかし、7日目の正代戦で右腕を負傷した事が判明し（実際に豪栄道は9日目・10日目と連続して注文相撲で白星を得ており、本来の相撲とは程遠かった）、そのまま翌12日目から休場した。栃ノ心も初日玉鷲に早速敗れ、その後は盛り返したかのように見えたが5日目から3連敗を喫するなど9日目を終えて4勝5敗と黒星先行。勝ち越しも危ぶまれたが、終盤戦はしっかりと立て直して14日目に御嶽海を破り8勝目を挙げて勝ち越し。しかし、千秋楽は松鳳山との流血を交えた激しい相撲に敗れ8勝7敗で取り終えた。
11日目を終えて、1敗は初日から破壊力のある突き押し相撲で快進撃を続ける小結貴景勝が単独トップ、2敗で大関髙安と平幕の大栄翔・碧山の3人が追うという展開になっていた。翌12日目はまず登場した碧山はご当所の元大関・琴奨菊のかぶり寄りからの寄り切りで圧倒され3敗に。その後登場した大栄翔も好調の阿武咲に叩き込みで一蹴されこちらも3敗に後退し、平幕の2敗力士はいなくなった。そしてその後に登場した1敗の貴景勝は、実力者玉鷲を本領発揮の突き落としで完勝し1敗を守った。また高安は結びで大関栃ノ心戦を迎えたが、こちらも上手投げで圧倒。10勝目を挙げて2敗キープ。この結果、1敗で貴景勝・2敗で高安という一騎打ちの形が出来上がった。翌13日目、まず登場した貴景勝は好調の碧山戦を迎えた。この相撲は貴景勝が突き押しから、相手がバランスを崩した所を押し倒しで圧倒、1敗で単独先頭を維持した。また高安も豪栄道休場の影響で急遽組まれた大栄翔に押し倒しで圧倒して11勝2敗。結果、13日目を終えて優勝争いの構図は変わらなかった。そして翌14日目は両者が激突する大一番が組まれた。貴景勝が勝てば14日目で優勝決定・高安が勝てば両者が2敗で並ぶという状況であった。この相撲は立ち合いから貴景勝が攻め込んだが、土俵際で高安が引き落としでひらりと交わせば貴景勝は四つん這いとなり惜敗。両者2敗で並び優勝決定は千秋楽へもつれた。そして翌千秋楽。貴景勝は初めての平幕上位で存在感を見せていた錦木戦・高安は千秋楽結びの一番で御嶽海戦が組まれた。最初に登場した貴景勝は、錦木に攻め込まれる場面があったものの叩き込みで勝利。13勝2敗として結びの結果を待つこととなった。そして千秋楽結びの一番。高安勝てば優勝決定戦、御嶽海勝てば貴景勝の優勝決定となった。この相撲は1分を超える持久戦の末、高安が寄ろうとしたハナを御嶽海の掬い投げに崩れて痛恨の3敗目。この結果、貴景勝の初優勝が決定した。
三賞は、今場所優勝の貴景勝が殊勲賞・敢闘賞のダブル受賞、中盤までは優勝戦線に絡んで復調を印象付けた11勝4敗の阿武咲が敢闘賞を受賞した。

## 番付・星取表
| 東       | 東         | 東                         | 番付   | 西       | 西        | 西       |
| 四股名   | 成績       | 結果                       | 番付   | 四股名   | 成績      | 結果     |
| -------- | ---------- | -------------------------- | ------ | -------- | --------- | -------- |
| 白鵬     | 全休       |                            | 横綱   | 鶴竜     | 全休      |          |
| 稀勢の里 | 0勝5敗10休 |                            | 横綱   |          |           |          |
| 豪栄道   | 8勝4敗3休  |                            | 大関   | 髙安     | 12勝3敗   | 優勝次点 |
|          |            |                            | 大関   | 栃ノ心   | 8勝7敗    |          |
| 御嶽海   | 7勝8敗     |                            | 関脇   | 逸ノ城   | 6勝9敗    |          |
| 貴景勝   | 13勝2敗    | 幕内最高優勝 殊勲賞 敢闘賞 | 小結   | 魁聖     | 3勝9敗3休 |          |
| 妙義龍   | 8勝7敗     |                            | 前頭筆 | 北勝富士 | 7勝8敗    |          |
| 栃煌山   | 8勝7敗     |                            | 前頭2  | 玉鷲     | 9勝6敗    |          |
| 錦木     | 8勝7敗     |                            | 前頭3  | 竜電     | 6勝9敗    |          |
| 正代     | 8勝7敗     |                            | 前頭4  | 嘉風     | 7勝8敗    |          |
| 千代大龍 | 7勝8敗     |                            | 前頭5  | 朝乃山   | 6勝9敗    |          |
| 貴ノ岩   | 6勝9敗     |                            | 前頭6  | 輝       | 5勝10敗   |          |
| 阿炎     | 6勝9敗     |                            | 前頭7  | 松鳳山   | 10勝5敗   |          |
| 勢       | 6勝9敗     |                            | 前頭8  | 宝富士   | 7勝8敗    |          |
| 琴奨菊   | 10勝5敗    |                            | 前頭9  | 大栄翔   | 9勝6敗    |          |
| 佐田の海 | 7勝8敗     |                            | 前頭10 | 豊山     | 5勝10敗   |          |
| 千代の国 | 5勝10敗    |                            | 前頭11 | 隠岐の海 | 11勝4敗   |          |
| 碧山     | 11勝4敗    |                            | 前頭12 | 遠藤     | 9勝6敗    |          |
| 阿武咲   | 11勝4敗    | 敢闘賞                     | 前頭13 | 隆の勝   | 4勝11敗   |          |
| 千代翔馬 | 7勝8敗     |                            | 前頭14 | 大翔丸   | 6勝9敗    |          |
| 大奄美   | 7勝8敗     |                            | 前頭15 | 明生     | 9勝6敗    |          |
| 荒鷲     | 1勝12敗2休 |                            | 前頭16 | 千代丸   | 4勝11敗   |          |